# Epizootia
Em Epidemiologia veterinária, uma epizootia (do grego clássico: epi, por sobre + zoon, animal) é uma doença que ocorre em uma população animal não-Homo sapiens, semelhante a uma epidemia em seres humanos. Uma epizootia pode ser restrita a uma localidade específica ("surto"), geral (uma "epizootias") ou generalizada ("panzootico").  As altas Densidades populacionais são um fator que contribui para as epizootias. A aquacultura é uma indústria, muito propicia as epizootias, por conta do grande número de peixes confinados em uma pequena área.

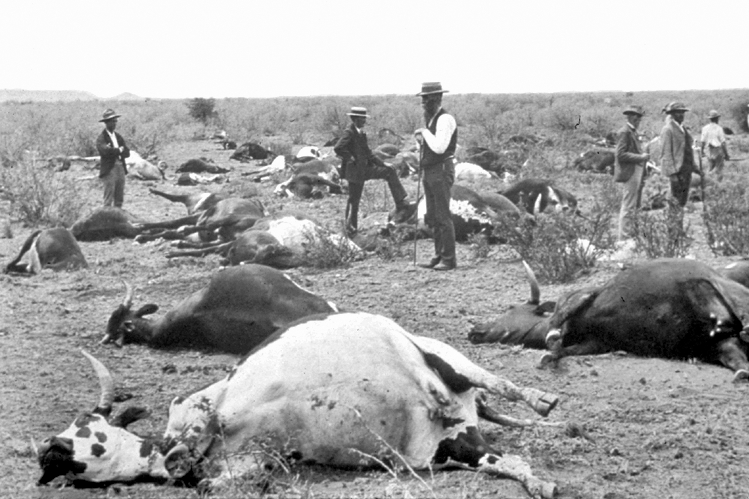
Epizootia (1896)

Um exemplo de uma epizootia seria um surto em 1990, da doença de Newcastle vírus em colônias de  duplo-corvo-marinho-de-crista sobre os Grandes Lagos , que resultou na morte de cerca de 10.000 aves.
A definição de uma epizootia pode ser subjetiva; levando-se em conta que é baseada no número de novos casos em uma determinada população animal, durante um determinado período e uma taxa substancialmente excedente ao esperado de sua base, que seria uma experiência recente (i.e. uma acentuada elevação na incidência de taxa), sendo assim a epizootia é baseada no  "esperado" ou no pensamento normal. Existem alguns casos de doenças  muito raras (como um surto de encefalopatia espongiforme transmissível em uma população de cervídeo) em que pode-se classificar como uma "epizootia", embora muitos casos de doenças comuns (como linfócitos em esocidaes) não seja classificada com tal.
As doenças mais comuns que ocorrem  constantemente, mas em taxas relativamente elevadas em uma população é chamada de "enzoótica" (classificado como o significado epidemiológico de "endêmica" para doenças humanas). Um exemplo de doença enzoótica seria a gripe de vírus em algumas populações de aves ou, em menor incidência, o tipo IVb tensão de septicemia hemorrágica viral em determinadas populações de peixes do Atlântico.